# St. Mauritius (Stein im Allgäu)

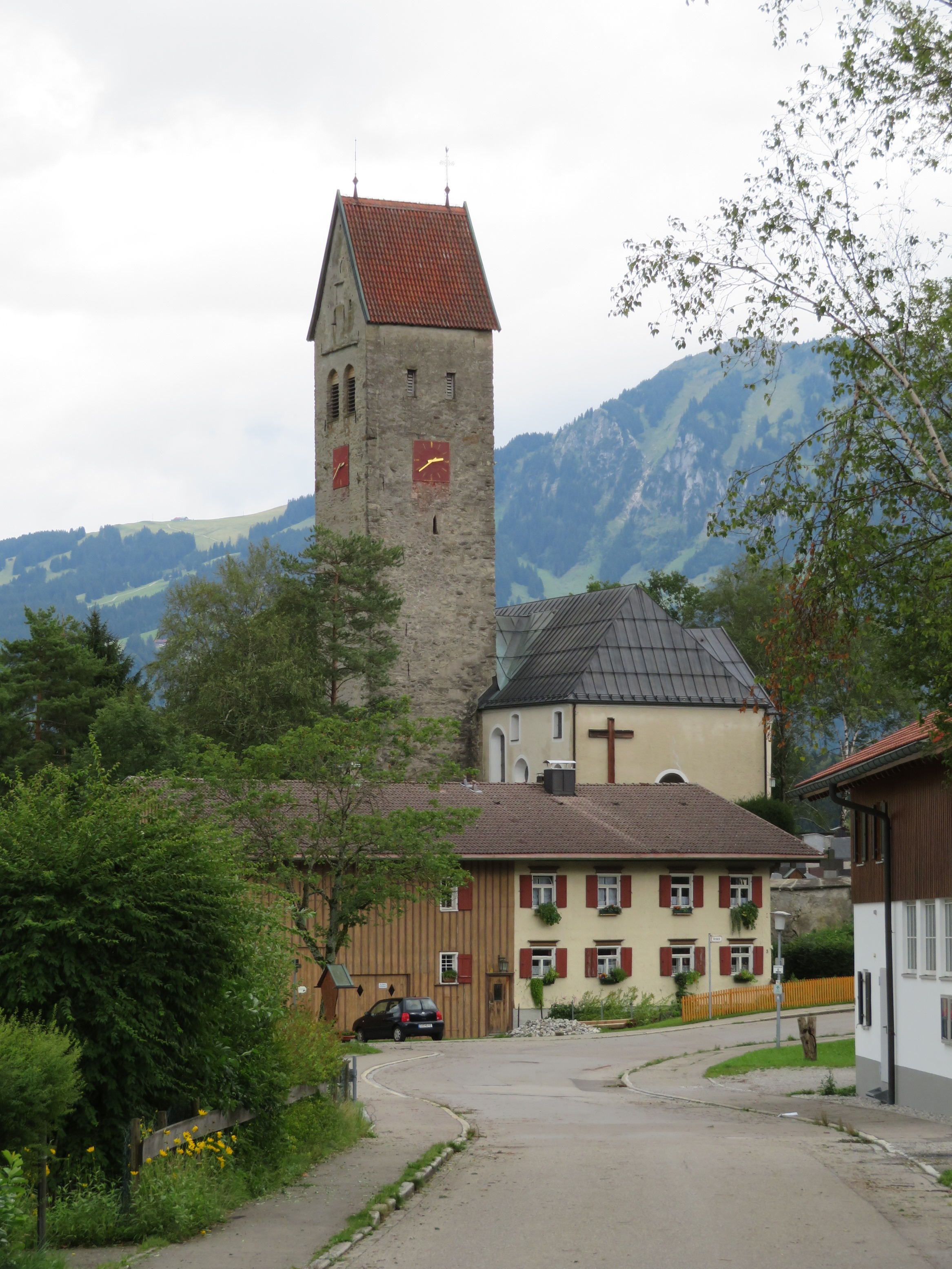
Kirche und Pfarrhof in Stein im Allgäu

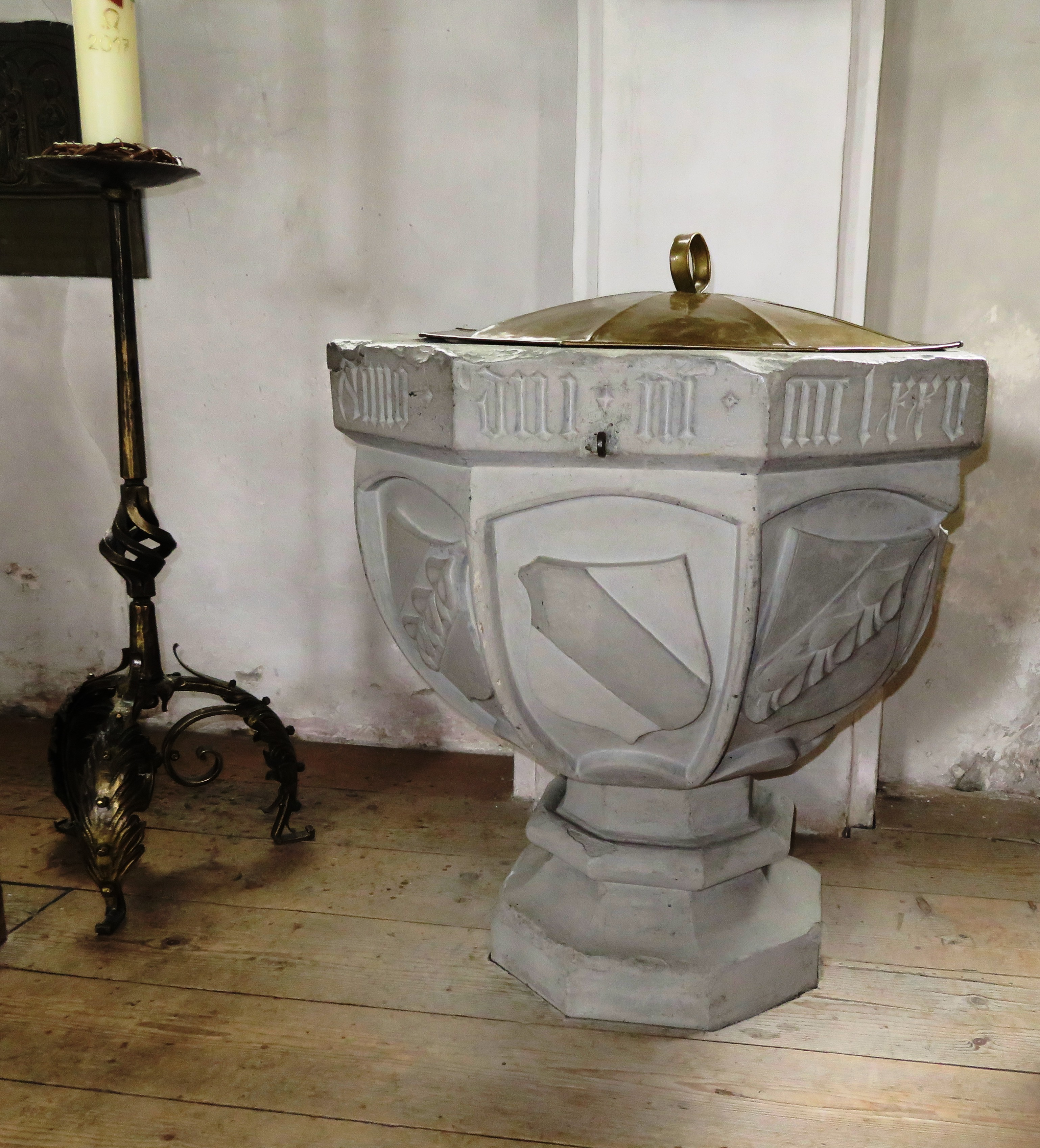
Taufstein

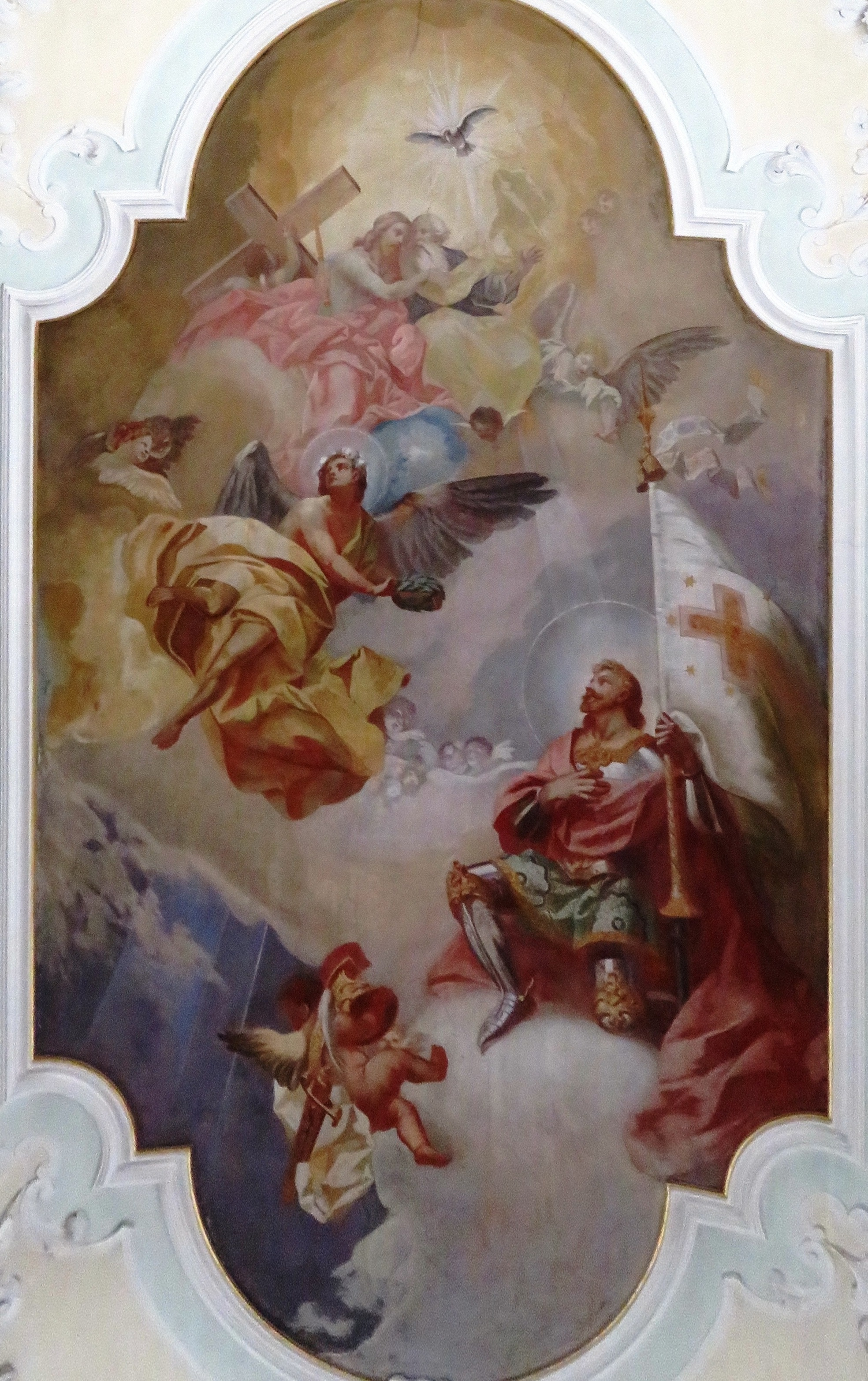
Deckenbild im Langhaus: Dreifaltigkeit und Apotheose des hl. Mauritius

St. Mauritius ist die römisch-katholische Pfarrkirche von Stein im Allgäu, einem Stadtteil von Immenstadt im Allgäu im Landkreis Oberallgäu (Bayern). Das im Kern gotische Gebäude mit der Adresse Kirchbichl 5 steht unter Denkmalschutz. Die Pfarrei St. Mauritius gehört zum Dekanat Sonthofen im Bistum Augsburg.

## Geschichte
Stein gehört zu den ersten Pfarreien im schwäbischen Oberland. Diese gehen auf die Aktivitäten des heiligen Magnus von Füssen sowie der Bischöfe von Augsburg zurück. Stein im Allgäu taucht unter dem Namen „Staine“ im Jahr 1275 in den Verzeichnissen der Konstanzer Pfarreien auf.
Die ältesten Bauteile der Kirche St. Mauritius stammen aus der Zeit der Spätgotik um 1200. Im Jahr 1450 ließ Caspar von Laubenberg auf der Südseite der Kirche eine Marienkapelle bauen. Der gotische Taufstein aus dem Jahr 1475 wurde von Ritter Caspar von Laubenberg gestiftet. Das Patronat der Laubenberger über Stein endete im Jahr 1647. Für einige Jahre, bis 1652, lag das Patronat bei den Freiherren von Pappus-Tratzberg, um dann an die Grafen von Königsegg überzugehen. Die Gruft der Marienkapelle blieb aber weiterhin in Nutzung der Freiherren von Pappus-Tratzberg.
1660 wurde der alte gotische Hochaltar der Kirche entfernt und durch einen Renaissancealtar ersetzt. Im Jahr 1669 erhielt die Kirche einen neuen Turmgiebel und ein neues Turmdach. 1750 wurde das Kircheninnere mit Seitenaltären ausgestattet.
Mit der „Erbauung der Capell“, die in einem Zeugnis aus dem Jahr 1725 erwähnt ist, dürfte eine Umgestaltung der Marienkapelle gemeint gewesen sein. Wahrscheinlich wurde diese damals umgebaut und mit einer Öffnung zum Langhaus der Kirche hin durch Pfeilerarkaden versehen.
Der Marienaltar wurde 1750 aufgestellt. Für seine zentrale Figur wurde eine ehemalige Tragstangenmaria verwendet.
1762 wurde der Pfarrhof gebaut.
St. Mauritius wurde in den Jahren 1773 und 1774 von Franz Abrell und Joseph Hornstein umgebaut. Das Langhaus erhielt damals ein neues Putzgewölbe. Drei Altäre wurden im Jahr 1798 von Joseph Herz „nach neyestem Geschmack auf marmor Arth“ gefasst.
1803 erhielt die Kirche ihre heute noch bestehende Kanzel.
Im Jahr 1863 erfolgte wieder ein Umbau: Anstelle eines hölzernen Vorbaus wurde das westliche Vorzeichen angebaut. Es enthielt in seinem unteren Teil zwei seitliche Treppenaufgänge sowie einen Haupteingang mit einer Freitreppe. Im oberen Teil wurden zwei Durchgänge zur Empore geschaffen.
Wenige Jahre später, 1867, wurde der Chorboden mit Solnhofer Platten ausgelegt. Außerdem wurde damals die Sakristei renoviert, ferner wurden die Chorstühle gefasst und das Speisegitter erneuert. Im Jahr darauf wurde eine neue Madonna angeschafft. Der Choraltar wurde mit einem neuen Bild versehen, das von Josef Zink aus München stammt und die Kreuzigung Jesu darstellt.
115 Gulden kosteten die sechs silbernen Altarleuchter, die Katharina Krebs im Jahr 1873 stiftete.
Im Jahr 1880 wurde die Gruft erweitert. Damals wurde die Kirche restauriert und ausgemalt sowie die Einrichtung neu gefasst. Der neue Fußboden im Langhaus wurde 1881 gelegt.
Jakob Huwyler II. malte 1903 das Deckengemälde, das den heiligen Mauritius zeigt, sowie ein Wandbild.
1939 wurde der Chor restauriert und 1949 der Innenraum der Kirche renoviert. Eine weitere Renovierung des Innenraums fand 1984 statt.

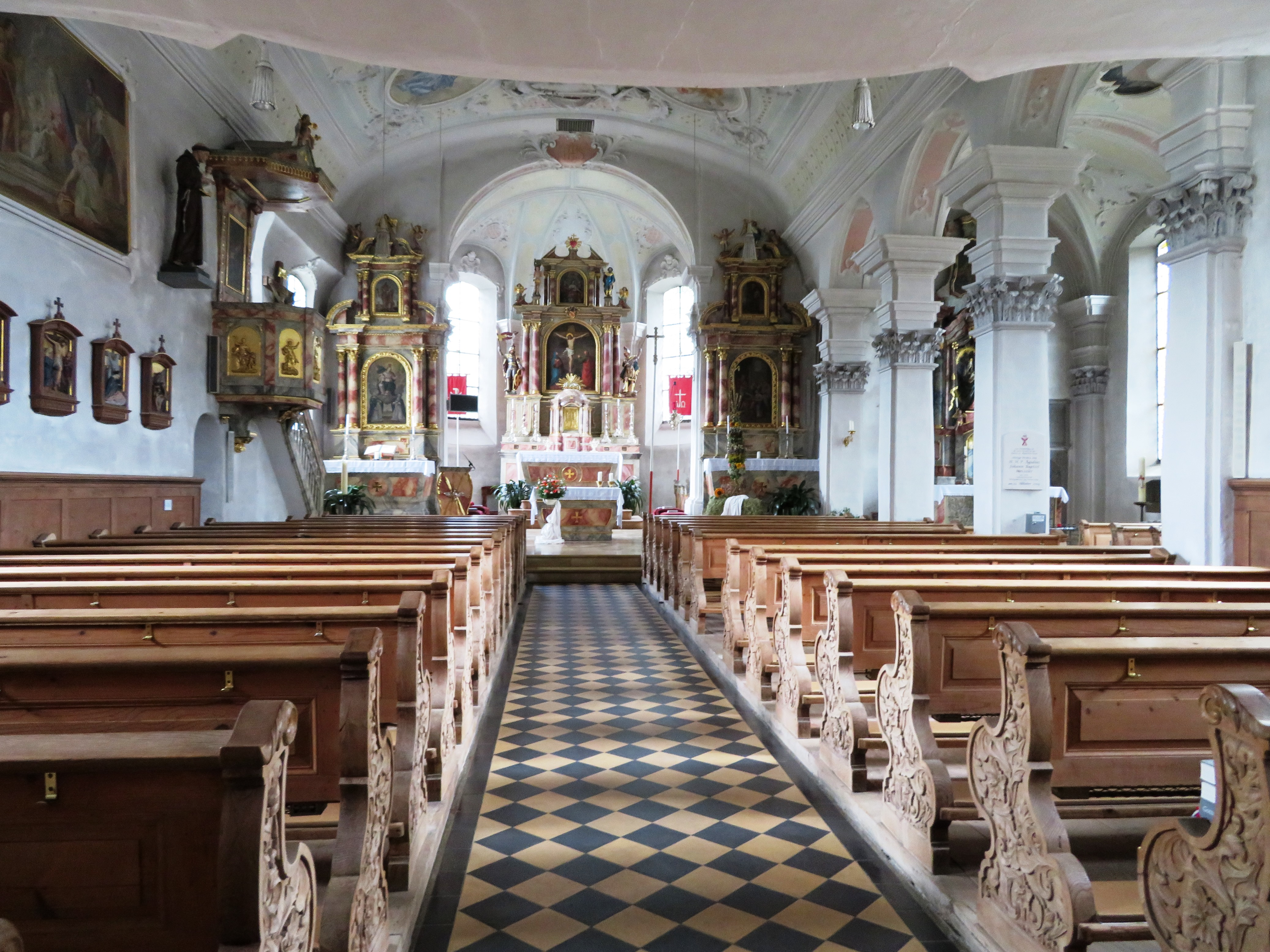
St. Mauritius, Innenansicht

## Beschreibung
St. Mauritius ist ein Saalbau mit eingezogenem Chor im Dreiachtelschluss. Der Kirchturm aus Bruchstein mit Satteldach steht auf der Nordseite. Auf der Südseite ist gegenüber dem Turm in Art eines Querschiffs die Marienkapelle angebaut. Die Kirche steht innerhalb des Friedhofes von Stein, der mit einer Bruchsteinmauer aus dem 17./18. Jahrhundert umgeben ist. Ein überdachter Treppenaufgang stellt eine Verbindung zwischen dem benachbarten Pfarrhaus und dem Friedhof her.

### Glocken
Im Kirchturm hängt ein fünfstimmiges Glockengeläut. Die Glocken wurden alle, zu unterschiedlichen Zeiten, gestiftet.
- Glocke 1 (Ton es′) trägt den Namen Hosanna und wurde 1508 von Hans Folmer und Martin Kisling in Biberach gegossen. Sie wiegt 1385 kg.
- Glocke 2 (Ton f′) ist die Marienglocke. Sie wurde 1958 von Engelbert Gebhard in Kempten gegossen.
- Glocke 3 (Ton g′) ist die älteste: sie stammt aus dem Jahr 1304 von einem unbekannten Gießer.
- Glocke 4 (Ton b′) ist die Antoniusglocke, sie wurde 1958 von Engelbert Gebhard gegossen.
- Glocke 5 (Ton c″) wurde 1508 von Folmer und Kisling gegossen.

### Orgel
1869 baute der Immenstädter Orgelbauer Fidelis Haser eine Kirchenorgel mit neogotischem Gehäuse für St. Mauritius. Sie kostete 700 Gulden, die durch Spenden aufgebracht wurden.
Ein Umbau der Orgel durch Julius Schwarzbauer fand 1905 statt. In seinem Werkverzeichnis ist dies als „pneumatischer Umbau Fidelis Haser“ verzeichnet.
1931 erweiterte Josef Zeilhuber aus Altstädten die Orgel auf acht Register. Die Firma Zeilhuber war es auch, die um 1970 eine Reinigung des Orgelwerks durchführte.
Im Jahr 2005 wurde eine neue Orgel eingeweiht. Sie stammt aus der Orgelbauwerkstätte Siegfried Schmid in Knottenried, gefasst wurde sie von Günter Hörmann aus Ruderatshofen. Diese neue Orgel hat 13 Register auf zwei Manualen und Pedal.